# Sahalinski zaljev
Sahalinski zaljev (rus. Сахалинский залив) je zaljev u Ohotskom moru između kontinentalne Rusije (sjeverno od ušća Amura) i poluotoka Schmidt, na sjevernom vrhu otoka Sahalina. Širina zaljeva doseže do 160 km. Prekriven je ledom od sredine studenog do kraja travnja, ali sjeverni vjetrovi mogu ostaviti zaljev blokiranim ledom sve do srpnja.
Luka Moskalvo (rus. Москальво) nalazi se na istočnoj obali Sahalinskog zaljeva, u blizini otoka Uš.

## Povijest
Sahalinski zaljev često su posjećivali američki i ruski kitolovci koji su lovili grenlandske kitove između 1848. i 1874. S domorocima su trgovali i ribom. Dana 6. i 7. rujna 1854., brod City (351 tona), iz New Bedforda, nasukao se i razbio na zapadnoj strani zaljeva. Većina njezine posade stigla je do otoka Sakhalin, ali sedam ljudi, uključujući prvog časnika, poginulo je na splavi nakon olupine bark Peruviana. Uspjeli su doći do ruskog sela Petrovsk i ukrcati se u zatvor za povratak kući.

## Divlje životinje
Ljeti se beluga kitovi okupljaju na vrhu Sahalinskog zaljeva kako bi se hranili lososom koji se mrijesti.